# 云南柳
云南柳（学名：Salix cavaleriei）是杨柳科柳属的植物。分布于中国大陆的贵州、四川、广西、云南等地，生长于海拔1,800米至2,500米的地区，常生于路旁、河边和林缘等湿润处。